# Abrostola nairobiensis
Abrostola nairobiensis är en fjärilsart som beskrevs av Claude Dufay 1958. Abrostola nairobiensis ingår i släktet Abrostola och familjen nattflyn. Inga underarter finns listade i Catalogue of Life.